# Licurg (rei d'Esparta)
Licurg (Lycurgus, Λυκοῦργος) fou un espartà que tot i no ser de sang reial fou elegit rei d'Esparta vers el 220 aC junt amb Agesípolis III, a la mort de Cleòmenes III, sembla que després de subornar als èfors.
No va tardar a deposar el seu col·lega (probablement el 215 aC) i es va erigir en únic monarca, però sota el control dels èfors. Li donava suport un partit que era propera a la Lliga Etòlia, i que va escoltar les peticions de l'enviat de la Lliga, Macates, de fer la guerra a Filip V de Macedònia i a la Lliga Aquea. Els espartans van envair Argòlida i van ocupar diverses ciutats i van assetjar la fortalesa anomenada Ateneum al districte de Belbina, que Megalòpolis reclamava com a pròpia; es va demanar l'ajut de l'aqueu Àrat però aquest va trigar i els espartans van ocupar la fortalesa el 219 aC.
El mateix any es va escapar per poc amb vida, d'una conspiració encapçalada per Quiló i es va refugiar temporalment a Pel·lene a la frontera occidental de Lacònia. El 218 aC va fer una incursió a Messènia mentre l'etoli Dorimac envaïa Tessàlia amb l'objectiu d'apartar a Filip de Macedònia del setge de Palus, però Filip va envair Etòlia, i va enviar a Messènia al general Eperat. Licurg no va tenir gaire èxit a Messènia i també va fracassar en un atac a Tegea i en l'intent de tallar el pas a Filip als passos de Menàlion quan tornava d'una breu invasió de Lacònia.
Una mica després va ser acusat davant els èfors, falsament, de propòsits revolucionaris i va haver de fugir a Etòlia.
El 217 aC els èfors van descobrir la falsedat de l'acusació i el van cridar de nou, i llavors va fer un altre atac a Messènia on s'havia d'unir al general etoli Pírries, però aquest darrer va ser rebutjat quan va intentar travessar la frontera i Licurg va haver de tornar a Esparta.
Va morir el 210 aC i Macànides va assolir la tirania. Va deixar un fill de nom Pèlops que fou executat per ordre de Nabis el 205 aC.